# Leviathan Cave
Leviathan Cave – jaskinia lawowa na południu Kenii.
W Leviathan Cave występuje kilkanaście otworów.